# Заек подземник
Зайците подземници (Oryctolagus cuniculus) са вид дребни бозайници от семейство Зайцови (Leporidae), единствените представители на род Oryctolagus.
Разновидност на заека подземник е питомният заек, отглеждан в много страни по света.

## Особености
Ушите на заека подземник са сравнително къси, а главата е относително голяма. На цвят обикновено е сивокафяв до кафяв, коремът е бял. Предпочита сухи местности в близост до гори или градини. Храни се с тревисти растения, корени, тънки клони на храсти. Активен е главно през нощта, като не се отдалечава много от жилището си. То представлява сложна система от тунели, които обикновено прокопава сам, макар че понякога използва и стари дупки на лисици или язовци.

## Разпространение
Предполага се, че заекът подземник първоначално е разпространен в Северозападна Африка и на Пиренейския полуостров, но в наши дни (20.-21. век) се среща в голяма част от Европа и е интродуциран в Америка и Австралия, където е смятан за инвазивен вид. В България е интродуциран през 1934 година на остров Свети Иван, където има стабилна популация.

## Размножаване
Размножителният период на заека подземник е между февруари и септември. Бременността продължава между 28 и 32 дни. 
Женските раждат 3 до 5 пъти в годината, обикновено по 5-6, в редки случаи до 12 малки. При раждането си те са напълно безпомощни, на 3-4 седмици започват самостоятелен живот, а на 5-8 месеца достигат полова зрялост.